# Herkulov vodnjak, Ljubljana
Herkulov vodnjak stoji na Starem trgu v Ljubljani, na razširjenem delu pred Stiškim dvorcem.
Na tem trgu je v 17. stoletju že stal Kumersteinerjev večji baročni vodnjak.  Imel je štiristrani bazen in kip junaka v sredini. Ob koncu 18. stoletja je bil zaradi ukinjenega vodovoda z Golovca podrt. Kip Herkula ali Herakla so shranili v Dolu, kasneje v ljubljanskem mestnem muzeju. Sedaj original stoji na arkadnem hodniku Mestne hiše. Da bi zapolnili praznino na trgu in hkrati vrnili nekaj starega blišča ter spomina na prostor, ki ga opisujeta Valvasor in Prešeren, so se v začetku 90-ih 20. stoletja odločili, da bodo izdelali interpretacijo starega baročnega vodnjaka na podlagi originalnega kipa.
Načrt je pripravila skupina arhitektov pod vodstvom Marka Mušiča, na podlagi konservatorskih raziskav ljubljanskega zavoda, ki jih je vodil Gojko Zupan. Korito in kipe sta klesala kipar Julijan Renko in kamnosek Boris Udovič iz Naklega. Za model so delno uporabili shemo Robbovega vodnjaka, Valvasorjeve vedute ter originalni kip Herkula, ki ubija leva ali hidro. Dodali so delfine - ribe pod njim. Takrat restavriran originalni kip znova stoji v Mestni hiši, betonska kopija pa je že prej stala na velikem dvorišču v Križankah. Za razliko od izvirnega vodnjaka, kjer so bili na plošči bazena latinski verzi, so na spominsko ploščo v tleh vrezali verze Janeza Menarta, ki se glasijo:
Dan se za dnevom vrsti,
za leti vrstijo se leta,
voda pa v loku ves čas
iskro z vodnjaka curlja.
Spomni se, kdor mimo greš:
kot voda odteka življenje,
dokler je čas, ga v dlani
hlastno zajemaj in pij!
Slavnostno odkritje vodnjaka je bilo na predvečer osamosvojitve Slovenije. Kasneje so odstranili klopi, ki so stale okoli dostopnega stopnišča.